# Хворостов (Владимирский район)
Хворостов (укр. Хворостів) — село в Зимневской сельской общине Владимирского района Волынской области Украины.
Население по переписи 2001 года составляет 173 человека. Почтовый индекс — 44763. Телефонный код — 3342. Занимает площадь 0,54 км².